# Stutz
Stutz, amerikanskt bilmärke. 
Harry Clayton Stutz byggde 1911 en tävlingsbil till racertävlingen Indianapolis 500. Eftersom bilen gått bra i loppet började Stutz tillverka kopior av den i en fabrik i Indianapolis. Tillverkningen av bilar fortsatte fram till 1935. Då hade 35.000 bilar producerats. Stutz var även pace car vid Indianapolis 500 1912 och 1921.
1963 gjorde bildesignern Virgil Exner, som tidigare varit chefsdesigner hos Chrysler, en designstudie som innebar att han gjorde moderna utformningar av en rad insomnade amerikanska bilmärken. Ett av dessa var Stutz. Dessa bilar kom aldrig att sättas i produktion.
1968 gjorde Exner ett nytt försök att återuppliva Stutz. Företaget Stutz Motor Car of America bildades, och det första produktionsexemplaret av Stutz Blackhawk, som modellen kallades, levererades 1970 till köparen, Elvis Presley. Denne kom med tiden att köpa ytterligare fyra exemplar. Blackhawk var baserad på Pontiac Grand Prix och hade en V8:a med en effekt på 425 hk. Bilen blev snabbt vanlig bland kändisar, få hade råd att betala de 43.000 dollar bilen kostade 1973. Bland köparna märktes, förutom Presley, även namn som Sammy Davis Jr., Larry Holmes och Dean Martin. 
1980 omdesignades Blackhawk för att i stället baseras på Pontiac Bonneville. Det sista av omkring 500 tillverkade exemplar lämnade fabriken 1987.

## Bildgalleri

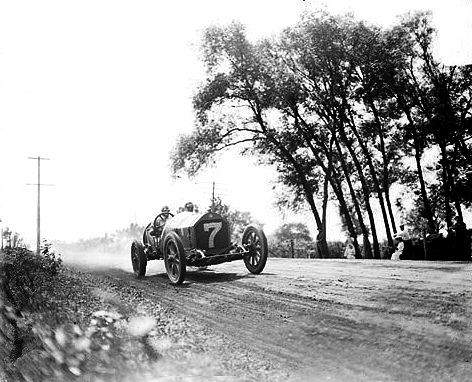
1912 Stutz
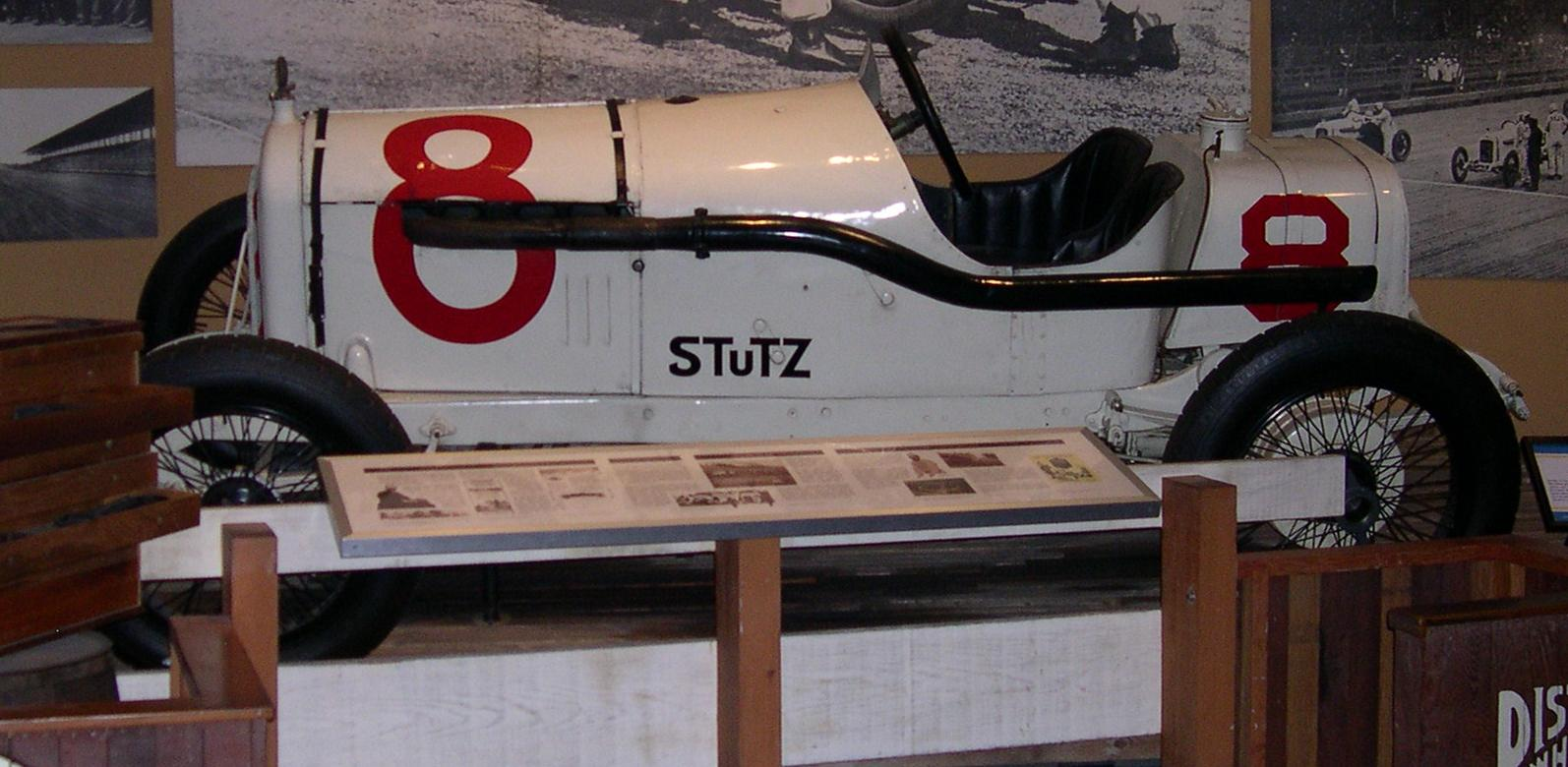
1915 Stutz White Squadron
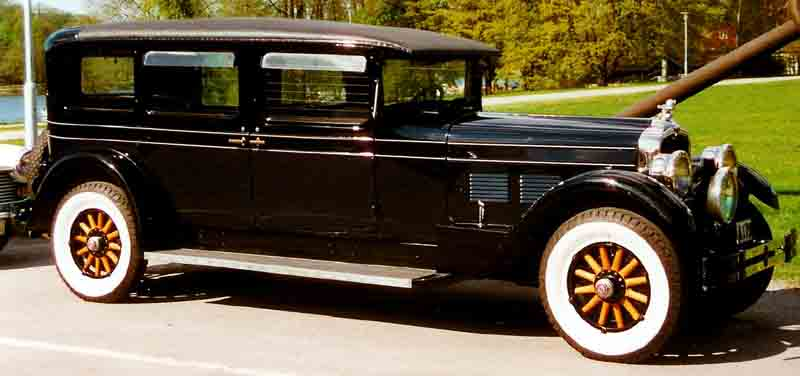
1927 Stutz Vertical Eight AA Limousine